# Spetsbergen

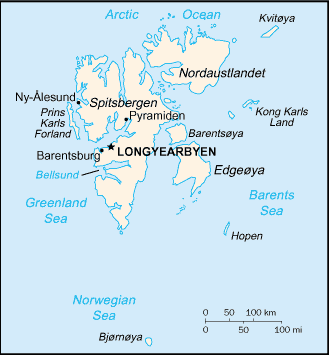
Karta över Spetsbergen

Spetsbergen (norska: Spitsbergen, tidigare Vestspitsbergen) är, med en yta på 39 044 km², den största ön i ögruppen Svalbard. Dess högsta punkt är Newtontoppen på 1717 meter över havet. Den största orten är Longyearbyen. Ön upptäcktes 1596 av holländaren Willem Barents.
Spetsbergen har fått ge namn åt bergskedjan Montes Spitzbergen på månen, på grund av bergskedjans yttre likhet med ön.
Tidigare kallades större delen av ögruppen Svalbard för Spetsbergen; den största ön hette då Västspetsbergen. Denna äldre nomenklatur lever kvar hos många människor och flera språk, bland annat ryska, vilket kan leda till förvirring. 

## Svenska vetenskapliga expeditioner
Under 1800-talet var Spetsbergen ännu inte del av någon nation. Intresset för att utforska ögruppen, och senare att utnyttja dess naturtillgångar, fanns i flera länder.
Från Sverige sändes flera vetenskapliga expeditioner:
- Zoologen Sven Lovén organiserade 1837 en enmansexpedition till Spetsbergen. Den gick till Spetsbergens västkust.

- Geologen Otto Torell ledde Svenska Spetsbergenexpeditionen 1858 till Spetsbergens västkust 1858, i vilken bland andra geologen Adolf Erik Nordenskiöld deltog.

- En andra expedition, Svenska Spetsbergenexpeditionen 1861, gjordes under Otto Torell 1861, då med Nordenskiöld som vice expeditionschef och ansvarig för forskningsprogrammet.

- År 1864 ledde Adolf Erik Nordenskiöld själv Svenska Spetsbergenexpeditionen 1864 med bland annat rekognoseringsarbeten för gradmätningar.

- Adolf Erik Nordenskiöld ledde sin andra expedition 1868, Svenska Spetsbergenexpeditionen 1868, denna gång med finansiering av grosshandlaren Oscar Dickson, delvis av kommersiella skäl för att utnyttja naturresurser. Detta skedde med ångaren Sofia, som nådde 81 grader 42 minuter nordlig bredd, som var ett rekord vid denna tidpunkt. I expeditionen deltog bland andra meteorologen Selim Lemström.

- Botanikern och geologen Alfred Nathorst gjorde sin första resa till Svalbard 1870 med ingenjör Hjalmar Wilander.

- Svenska Spetsbergenexpeditionen 1872–1873 var Adolf Erik Nordenskiölds tredje egna och samtidigt hans sista expedition till Spetsbergen. Den var den första vetenskapliga expedition som övervintrade där. Vid denna utforskades bland annat Nordaustlandet med släde.

- År 1882 besökte Alfred Nathorst Svalbard igen i sällskap med geologen Gerhard De Geer.

- Som en del av det första internationella polaråret, 1882–1883 upprättades Den svenska fysikaliska-meteorologiska expeditionen till Spetsbergen 1882–1883, en svensk, huvudsakligen meteorologisk, station i Svenskhuset vid Isfjorden under ledning av meteorologen Nils Ekholm och med Salomon August Andrée som nästchef.

- Gustaf Nordenskiöld företog han en forskningsresa till Svalbard 1890 tillsammans med Johan Alfred Björling och Axel Klinckowström och medförde en uppsättning fossiliserade växter tillbaka till Naturhistoriska riksmuseet.

- Gerhard De Geer ledde 1896 en expedition till Isfjorden på Spetsbergens västkust. Han deltog också 1898 i den Svensk-ryska gradmätningsexpeditionen på Svalbard och ledde 1901 den svenska avdelningens arbeten på Svalbard.

- Salomon August Andrée ledde 1896 en expedition från Göteborg med ångaren Virgo till den plats, som senare kallades Virgohamna på Danskön med femhundra ton utrustning och fyrtio mans besättning för att förbereda en färd med luftballong till Nordpolen. Detta försök, Andrées polarexpedition, genomfördes sedan i juli 1897.

- År 1898 gjorde Alfred Nathorst en expeditionen med fartyget Antarctic till Björnön, Svalbard och Kung Karls Land.

- Svensk-ryska gradmätningsexpeditionen till Spetsbergen 1899–1902 var ett samarbete mellan Sverige, Norge och Ryssland.

- År 1908 företog Gerhard De Geer en huvudsakligen kartografisk expedition till Svalbard. Som resultat av arbetet finns ett antal kartor över olika delar av ögruppen.

- År 1931 genomfördes en stor norsk-svensk expedition till Spetsbergen och Frans Josefs land under ledning av den svenske glaciologen Hans W:son Ahlmann.

- Åren 1932–1933 deltog Sverige i det andra internationella polaråret genom två observationsstationer på Spetsbergen.